# Élection présidentielle géorgienne de 2018
L'élection présidentielle géorgienne de 2018 a lieu les 28 octobre et 28 novembre afin d'élire le président, dont le rôle est devenu protocolaire et représentatif. Il s'agit de la septième élection présidentielle depuis l'indépendance de la Géorgie en 1991. L'élection précédente, organisée en octobre 2013, avait abouti à la victoire du candidat de la coalition Rêve géorgien, Giorgi Margvelachvili, qui n'est pas candidat à sa réélection. 
Salomé Zourabichvili, diplomate franco-géorgienne soutenue par le parti Rêve géorgien au pouvoir, et Grigol Vachadze du Mouvement national uni se retrouvent en ballotage à l'issue du premier tour. Salomé Zourabichvili l'emporte, et devient la première femme à être élue à la présidence en Géorgie.

## Mode de scrutin
À la suite de la révision de la Constitution de 2017, ces élections sont le dernier scrutin présidentiel direct, au scrutin uninominal majoritaire à deux tours. Par la suite, en 2024, le président sera élu par les trois cents membres d'un collège d'électeurs composé des députés et de représentants des conseils régionaux et municipaux. Compte tenu de ces changements, le mandat du président à élire en 2018 est exceptionnellement allongé de cinq à six ans, pour ainsi que l'élection du nouveau chef de l'État fasse suite aux législatives de 2024.

## Candidatures
- Le président sortant, Guiorgui Margvelachvili ne se représente pas [3].
- L'ancien président (2004-2007, 2008-2013) Mikheil Saakachvili annonce son désir de revenir au pouvoir d'ici la fin de l'année 2018 et demande aux cadres de son parti, le Mouvement national uni, d'entamer des négociations avec d'autres partis pour désigner un candidat unique à l'élection présidentielle[4]. Déchu de sa nationalité géorgienne et condamné par contumace à trois ans de prison pour abus de pouvoir en Géorgie, Saakachvili est apatride après avoir également perdu la nationalité ukrainienne et vit depuis aux Pays-Bas[5].

La commission centrale électorale de la République de Géorgie annonce le 23 septembre 2018 la validation de 25 candidatures :
1. Davit Bakradze – Géorgie européenne , ancien ministre des Affaires étrangères, ancien président du Parlement et ancien candidat à la présidence de la République (2013)
2. Mikheil Saluashvili – Union de la restauration de la justice de la Nation
3. Zviad Baghdavadze – (Plateforme civile- Nouvelle Géorgie)
4. Chalva Natelachvili – Parti travailliste géorgien –, ancien parlementaire et ancien candidat à la présidence de la République (2013)
5. Irakli Gorgadze – Géorgie libre
6. Grigol Vachadze – Mouvement national uni, ancien ministre des Affaires étrangères et ancien candidat à la présidence de la République
7. Giorgi Liluashvili – Parti de la Géorgie
8. Salomé Zourabichvili – Initiative d’un groupe d’électeurs, femme politique franco-géorgienne, ancienne ministre des Affaires étrangères et parlementaire[7]
9. Zviad Mekhatishvili – Parti chrétien conservateur de Géorgie
10. Vakhtang Gabunia – Mouvement démocrate chrétien
11. David Oussoupachvili – Démocrates libres, ancien président du Parlement [8]
12. Besarion Tediashvili – Initiative d’un groupe d’électeurs
13. Levan Chkheidze – Nouveaux democrats chrétiens
14. Zviad Iashvili – Parti national démocrate
15. Zurab Japaridze – Girchi
16. Akaki Asatiani – Union des traditionalistes géorgiens
17. Gela Khutsishvili – Mouvement politique des vétérans et des patriotes de Géorgie
18. Kukava – Géorgie libre
19. Tamar Tskhoragauli – Mouvement politique Liberté- Voie de Zviad Gamsakhourdia, femme politique géorgienne
20. Giorgi Andriadze – Initiative d’un groupe d’électeurs
21. Vladimer Nonikashvili – Initiative d’un groupe d’électeurs
22. Kakhaber Tchitchinadze – Initiative d’un groupe d’électeurs
23. Mikheil Antadze – L'État pour le peuple
24. Otar Meunargia – L'industrie sauvera la Géorgie
25. Teimuraz Shashiashvili – Initiative d’un groupe d’électeurs.

## Sondages
L'organisation non gouvernementale américaine National Democratic Institute publie le 1er août 2018 un sondage portant sur les partis politiques en lice pour cette élection : leurs candidats respectifs recueilleraient 17 % pour le Rêve géorgien, 10 % pour le Mouvement national uni, 6 % pour la Géorgie européenne et 4 % pour le Parti travailliste. 
La chaine de télévision d'opposition Rustavi 2 publie le 27 septembre 2018 un sondage nominatif : Grigol Vachadze  obtiendrait 22 % des voix, Davit Bakradze 18 %, Salomé Zourabichvili 15 % et Chalva Natelachvili 8 %.

## Résultats
| Candidats                | Candidats                | Partis                                   | Premier tour | Premier tour | Second tour | Second tour |
| Candidats                | Candidats                | Partis                                   | Voix         | %            | Voix        | %           |
| ------------------------ | ------------------------ | ---------------------------------------- | ------------ | ------------ | ----------- | ----------- |
|                          | Salomé Zourabichvili     | Rêve géorgien                            | 615 624      | 38,64        | 1 147 701   | 59,52       |
|                          | Grigol Vachadze          | Mouvement national uni                   | 601 188      | 37,74        | 780 680     | 40,48       |
|                          | Davit Bakradze           | Géorgie européenne                       | 174 753      | 10,97        |             |             |
|                          | Chalva Natelachvili      | Parti travailliste géorgien              | 59 625       | 3,74         |             |             |
|                          | Zourab Japaridze         | Girchi                                   | 36 023       | 2,26         |             |             |
|                          | David Oussoupachvili     | Démocrates libres                        | 36 005       | 2,26         |             |             |
|                          | Kakha Kukava             | Géorgie libre                            | 21 195       | 1,33         |             |             |
|                          | Giorgi Andriadze         | Indépendant                              | 13 162       | 0,83         |             |             |
|                          | Teimouraz Chachiachvili  | Indépendant                              | 9 487        | 0,60         |             |             |
|                          | Tamar Tskhoragauli       | Liberté - Zviad Gamsakhourdia            | 4 009        | 0,25         |             |             |
|                          | Besarion Tediachvili     | Indépendant                              | 3 713        | 0,23         |             |             |
|                          | Mikheil Saluoachvili     | Union pour la restauration de la justice | 2 970        | 0,19         |             |             |
|                          | Levan Chkheidze          | Nouveaux chrétiens démocrates            | 2 931        | 0,18         |             |             |
|                          | Akaki Asatiani (en)      | Union des traditionalistes géorgiens     | 2 002        | 0,13         |             |             |
|                          | Vakhtang Gabunia         | Mouvement chrétien démocrate             | 1 958        | 0,12         |             |             |
|                          | Gela Khoutsichvili       | MPVPG                                    | 1 623        | 0,10         |             |             |
|                          | Kakhaber Chichinadze     | Indépendant                              | 1 422        | 0,09         |             |             |
|                          | Mikheil Antadze          | L'État pour le peuple                    | 1 074        | 0,07         |             |             |
|                          | Giorgi Lilouachvili      | Georgia Party                            | 892          | 0,06         |             |             |
|                          | Zviad Mekhatichvili      | Parti Chrétien-Conservateur géorgien     | 713          | 0,04         |             |             |
|                          | Otar Meunargia           | L'industrie sauvera la Géorgie           | 664          | 0,04         |             |             |
|                          | Vladimer Nonikachvili    | Indépendant                              | 635          | 0,04         |             |             |
|                          | Irakli Gorgadze          | Mouvement pour une Géorgie libre         | 542          | 0,03         |             |             |
|                          | Zviad Baghdavadze        | Plateforme citoyenne - Nouvelle Géorgie  | 488          | 0,03         |             |             |
|                          | Zviad Iachvili           | Parti national démocratique              | 444          | 0,03         |             |             |
|                          |                          |                                          |              |              |             |             |
| Votes valides            | Votes valides            | Votes valides                            | 1 593 084    | 97,26        | 1 929 009   | 96,99       |
| Votes blancs et nuls     | Votes blancs et nuls     | Votes blancs et nuls                     | 44 872       | 2,74         | 59 778      | 3,01        |
| Total                    | Total                    | Total                                    | 1 637 956    | 100          | 1 988 787   | 100         |
| Abstention               | Abstention               | Abstention                               | 1 920 481    | 53,97        | 1 539 871   | 43,64       |
| Inscrits / participation | Inscrits / participation | Inscrits / participation                 | 3 558 437    | 46,03        | 3 528 658   | 56,36       |

| Salomé Zourabichvili (59,52 %) |  |  | Grigol Vachadze (40,48 %) |
| ▲                              |  |  |                           |
| Majorité absolue               |  |  |                           |

## Analyse
Les observateurs internationaux, en particulier ceux de l’Organisation pour la sécurité et la coopération en Europe, relève d’une part la bonne administration du scrutin et d’autre part les pressions exercées sur les électeurs durant la campagne électorale. Les résultats officiels du 2e tour, publiés par la Commission centrale électorale géorgienne le 29 novembre 2018, donnent Salomé Zourabichvili élue par 59,52 % des voix.
Des manifestations, organisées par le Mouvement national uni, sont organisées les jours suivants à Tbilissi,. 
Le rôle de la nouvelle présidente de la République de Géorgie, protocolaire et représentatif, s’inscrit dans la perspective des élections législatives de 2020, enjeu majeur puisque la constitution géorgienne donne le pouvoir au Premier ministre élu par le Parlement.